# Димитър Гичев
 Тази статия е за българския политик.  За музиколога вижте Димитър Гичев (музиколог).  
Димитър Любомиров Гичев е български политик от Българския земеделски народен съюз (БЗНС), министър на земеделието и държавните имоти през 1931 – 1932 година, министър на търговията, промишлеността и труда през 1932 – 1934 година и министър без портфейл в правителството на Муравиев (2 – 9 септември 1944). Политически затворник след деветосептемврийския преврат през 1944 година.

## Биография
Димитър Гичев е роден на 10 декември (28 ноември стар стил) 1893 година в село Перущица, Пловдивско. Завършва духовна семинария в София. В редовете на БЗНС е от 1914 г. Участва като войник в Първата световна война и е съден за активна антивоенна дейност, взима участие във Владайското въстание.
След войната Гичев е активист на БЗНС и през 1920 – 1923 година е окръжен управител на Пловдив, а след Деветоюнския преврат от 1923 г. минава в нелегалност. През 1925 г. е арестуван, осъден и амнистиран. През 1926 година става един от основателите и ръководителите на БЗНС „Врабча 1“, най-влиятелното крило на разпадналия се БЗНС. Участва заедно с Демократическата партия в създаването на Народния блок и е министър в кабинетите (1931 – 1934) на Блока. Той е осъден и интерниран в Клисурския манастир след Деветнадесетомайския преврат от 1934 г.
През следващите години Димитър Гичев е сред инициаторите за образуването на опозиционната Петорка (1936). През Втората световна война е против обвързването с Германия и е сред лидерите на легалната опозиция, но отказва да сътрудничи с комунистите. Министър в кабинета на Константин Муравиев (2 – 8 септември 1944), заради което след Деветосептемврийския преврат е осъден от т.нар. „Народен съд“ на 1 година затвор.
Гичев е помилван и освободен в навечерието на изборите през есента на 1945 г. и преминава към опозиционния БЗНС – Никола Петков. На 31 декември 1947 година отново е арестуван. Обвинен е в подготовка на въоръжено сваляне на властта, организиране на саботажи и разпространение на слухове. Процесът се провежда от 12 до 16 април 1948 г. Осъден е на доживотен затвор. Цялото му имущество е конфискувано.
В 1956 г. – осмата година от излежаването на доживотната присъда – на Димитър Гичев е предложено да подпише декларация, в която да обяви, че подкрепя комунистическото управление и е готов да сътрудничи с него. Това е след свалянето на Вълко Червенков от власт и моментът е удобен, защото Гичев може да бъде представен като жертва на сталинизма и привличането му на страната на комунистите би разколебало стотиците хиляди земеделци – врагове на режима, голяма част от които измъчвани в лагери и затвори. В замяна на подписа му, на Гичев е обещано да бъде амнистиран и дори да получи политическа позиция в комунистическата държава заедно с всички произтичащи от това привилегии. Гичев разбира, че ако приеме, ще пречупи окончателно земеделското движение в България, и отказва.
Освобождават го от затвора чак през 1960 г., след 13 години в ужасни условия, сам в килия, измъчван и тормозен. Болен и изтощен, прекарва последните четири години от живота си в бедност и забвение.
Димитър Гичев е известен с думите си, изречени пред комунистическия съд, казани след произнасянето на доживотната му присъда: „Не са малцина онези, които са имали Голгота в живота – малцина са онези, за които има Възкресение“.
Димитър Гичев умира на 26 април 1964 година в София.

## Памет
36 години след смъртта на Димитър Гичев, в 2000 г., в градинката пред църквата „Свети Седмочисленици“ тържествено е открит негов паметник. На негово име е наречена улица в квартал „Изток“ в София (Карта).